# Korean Broadcasting System

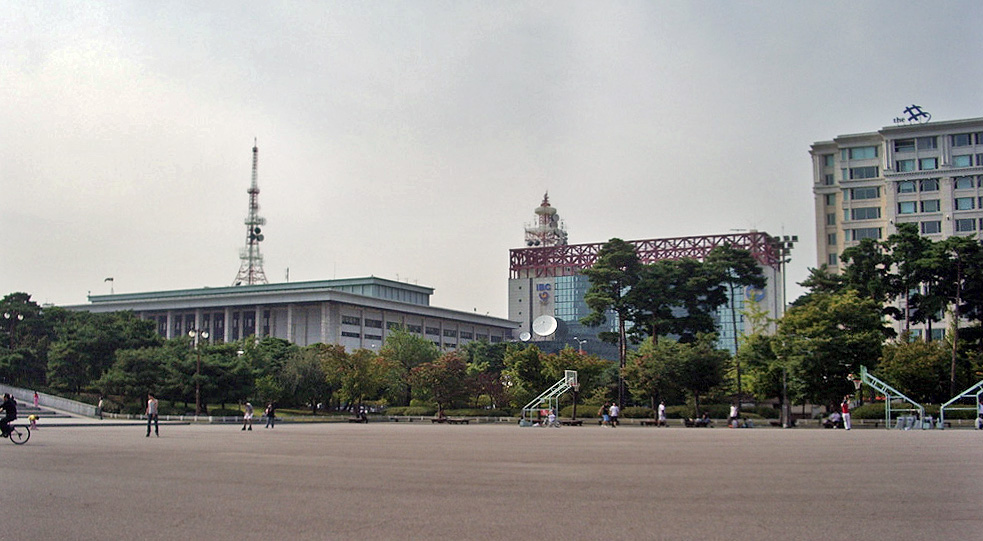
Штаб-квартира KBS в Сеулі

Корейська телерадіомо́вна Систе́ма, скор. «Кей-Бі-Ес» (ханг.: 한국방송공사, ханча: 韓國放送公社; англ. Korean Broadcasting System, скор. KBS) — загальнонаціональна південнокорейська теле та радіо компанія.
Адреса штаб-квартири — м. Сеул, р-н Йондинпхогу, о. Йоідо.

## Ефір

### Серіали
- «Айріс»
- «Апельсиновий мармелад»
- «Боротьба за свій шлях»
- «Весільна маска»
- «Добрий лікар»
- «Дощ кохання»
- «Жонглери»
- «Коли зупинився час»
- «Кохання в місячному сяйві»
- «Кращий хіт»
- «Кров»
- «Милий незнайомець і я»
- «Найсильніший постачальник»
- «Нащадки сонця»
- «Нестримно закохані»
- «Обличчя короля»
- «О, моя Венера»
- «Остання місія янгола: Кохання»
- «Печінка або смерть»
- «Продюсери»
- «Привіт монстр»
- «Продюсери»
- «Скажений пес»
- «Скандал в Сонгюнгвані»
- «Старша школа: Час кохання»
- «Ти людина?»
- «Хваран: Молоді поети воїни»
- «Хіллер»
- «Хліб, кохання і мрії»
- «Хлопці краше квітів»
- «Хороший хлопець»
- «Хто ти: Школа 2015»
- «Чосонський стрілець»
- «Шеф Кім»
- «Школа 2013»

### Програми
- «Доброго ранку Республіка Корея»
- «8 ранкові новин KBS»
- «Глобальні новини KBS»
- «Час Спорту KBS»
- «2 дня і 1 ніч»
- «1 проти 100»
- «Концерт 17021»
- «Розваги щотижня»
- «Весела неділя»
- «Безсмертні пісні 2»
- «Непереможна молодь»
- «Лист любові» (телешоу)
- «Музичний банк» (ТВ-шоу)
- «Повернення Супермена»
- «Вітамін»

## Канали KBS
Дочірніми підприємствами компанії є KBS Art Vision (Бачення мистецтва), KBS Business (Бізнес), KBS N (закрите в 2011 році), KBS America, KBS Japan.

### Телебачення
Доступні через ефірне (цифрове та аналогове), кабельне, супутникове телебачення:
- KBS1
- KBS2

### Спеціалізовані телеканали
Доступні через ефірне (цифрове), кабельне та супутникове телебачення:
- KBS1 UHD
- KBS2 UHD
- KBS Prime
- KBS Drama
- KBS N Sports
- KBS Joy
- KBS Kids
- KBS W
- KBS-K Picture Media

- KBS World — міжнародна телевізійна станція, доступна через супутникове телебачення.

### Радіо
| Назва                                              | Частота                  | Заснована, роки         | Інше                                                                           |
| -------------------------------------------------- | ------------------------ | ----------------------- | ------------------------------------------------------------------------------ |
| KBS Radio 1 (KBS Radio Seoul)                      | 711 кГц AM 97,3 МГц FM   | 1927                    | Основна. Новини, поточні справи, драма, документальні фільми та культура       |
| KBS Radio 2 (KBS Happy FM)                         | 603 кГц AM 106,1 МГц FM  | 1948                    | Популярна музика                                                               |
| KBS Radio 3 (KBS Voice of Love FM)                 | 1134 кГц AM 104,9 МГц FM | 1980-1981, 2000-дотепер | Для людей з обмеженими можливостями                                            |
| KBS 1FM (екс KBS Stereo)                           | 3,1 МГц FM               | 1979                    | Класична музика та фольк                                                       |
| KBS 2FM (Cool FM)                                  | 89,1 МГц DMB CH 12B      | 1966                    | Молодіжна, популярна музика                                                    |
| KBS Hanminjok Radio (KBS Korean Nationality Radio) | 6015 МГц та 1170 кГц     | 1975                    | Для північних корейців                                                         |
| KBS World Radio (Всесвітнє радіо KBS)              | —                        | 1953                    | Південнокорейська міжнародна радіослужба, що фінансується безпосередньо урядом |

## Логотип

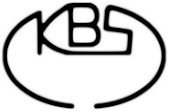
Перший логотип KBS (з 1961 р. По 2 березня 1973 р.)
Другий логотип KBS (з 3 березня 1973 року по 1 жовтня 1984 року)
Текст логотипа KBS